# Karolina von Fuchs-Mollard
Karolina hraběnka von Fuchs-Mollard (14. ledna 1675 Drážďany – 27. dubna 1754 Vídeň) byla guvernantkou Marie Terezie a později její nejvyšší hofmistryní. Je jedinou osobou mimo rod Habsburků pohřbenou v Císařské hrobce ve Vídni.

## Život
Karolina byla dcerou hraběte Ferdinanda Ernsta Mollarda (1648–1716), viceprezidenta dvorské komory a intendanta dvorní hudby, a jeho manželky Kathariny von Seeau. V roce 1710 se provdala za hraběte Christopha Ernsta Fuchse (1664–1719), císařského vyslance v Dolním Sasku. Po devíti letech manželství v roce 1719 Christoph zemřel a z Karoliny se stala vdova.
Již od útlého věku byla Karolina dvorní dámou arcivévodkyně Marie Anny, dcery Leopolda I. Poté, co se v roce 1708 z její paní stala portugalská královna, zůstala Karolina ve Vídni. Protože se těšila velké přízni císařovny Alžběty Kristýny, v roce 1728 se už ovdovělá hraběnka Fuchsová stala vychovatelkou jejích dcer Marie Anny, ale hlavně Marie Terezie.
Karolina učila dívky etiketě a správnému chování mladé dámy. Marii Terezii ale nepřipravovala na roli dědičky habsburských zemí, protože se stále doufalo, že Karel VI. ještě bude mít mužského potomka. Hraběnka Fuchsová byla jako vychovatelka obzvláště milá a přátelská. Proto si ji Marie Terezie velice zamilovala, říkala jí "mami" a měla ji raději než vlastní matku.
Když si Marie Terezie vzala Františka Štěpána a usedla na trůn, jejich blízké přátelství pokračovalo. Z hraběnky Fuchsové se stala nejvyšší hofmistryně (1740) a darem dostala zámek přezdívaný Fuchsschlössl. Pro radu k ní chodil i František Štěpán.
Hraběnka Fuchsová zemřela v roce 1754 ve Vídni. Na znamení jejich skutečně blízkého vztahu ji Marie Terezie nechala pohřbít v rodinné císařské hrobce. Je tedy jediná zde pohřbená osoba, která není z habsburského rodu; odpočívá tu hned vedle své svěřenky a jejího manžela, kterého jí kdysi pomohla získat.
Z manželství s hrabětem Fuchsem měla čtyři děti, z nichž se dospělého věku dožila jediná dcera Marie Josefa (1711–1764) provdaná za polního maršála Leopolda Dauna.
V televizní sérii Marie Terezie hrála hraběnku Fuchsovou rakouská herečka Julia Stemberger.